# 綠色兵團
《綠色兵團》是一款由日本游戏公司科乐美于1985年发行的平台游戏，游戏首发于街機平台，之后又移植到多个平台上。其續作為2011年3月上市，运行于Xbox Live Arcade和PlayStation Network的《綠色兵團：前愛國者》（Rush'n Attack: Ex-Patriot）。

## 遊戲特點
人物設定（敵人的紅軍氈帽）、場景設定（雪山、雪松）以及開場的“摧毀敵軍秘密武器”字樣都具有濃厚的冷戰色彩，而最終敵軍基地的核彈更是影射了冷戰的主題。主角史蒂夫，一名綠扁帽隊員，隨身攜帶一把匕首深入敵后，營救戰俘。由此，中国玩家常將此遊戲稱為“拼刀子”。
刺殺特定的敵人（一般是趴在地上的黃衣人）后可得到特殊武器，有火箭筒、手雷和手槍等，按A鍵發射。子彈數目有限，美版最大為3，日版可以疊加，最大為9。美版武器不能攜帶至下一關卡，日版沒有這一限制。用特殊武器擊殺特殊敵人不會得到特殊武器，必須用刺刀。當敵人或其子彈、炸彈碰到玩家后，玩家立即斃命。日版會原地復活，而美版則會回到前一段路開始，類似于現在遊戲常見的檢查點。
最終玩家使用火箭筒轟擊核彈12次將其摧毀，拯救了世界。

### 遊戲中的主要敵人（美版）及擊殺所得分值
- 普通雜兵（只會跑動）：200
- 高級步兵（飛踢攻擊）：1000
- 槍兵（手槍攻擊）：500
- 武器兵（擊殺后得到特殊武器）：100
- 地雷：500
- 獵犬（第三關BOSS），撲咬：1000
- 直升機（第四關BOSS），投擲手雷：8000
- 傘兵（第五關BOSS），投擲手雷，使用步槍：2000

玩家初始生命為5，每100000分獎勵生命

### 美版與日版的區別
1. 美版特殊武器沒有無敵（五角星）
2. 美版特殊武器不能帶到下一關
3. 日版部分關卡在摧毀地雷后會出現地道，并可以從地道走到最后
4. 日版玩家死亡后原地復活，生命用完后可以繼續遊戲。美版玩家死亡后需從檢查點復活，生命耗盡后不可以繼續遊戲。

## 遊戲秘技（日版）
- 选关：标题画面时按下面操作即可选关：
- 按住P1的方向键的任意方向不放，再按同时住P2的下，A，B键，按P1的START键即可以进入相应的关数。
- 选10人：标题画面时按住按P1的A键不放，再同时按住P2的下，A，B键，按P1的START键即可。
- 美版无选关及选人秘技